# (2571) Geisei
(2571) Geisei est un astéroïde de la ceinture principale.

## Description
(2571) Geisei est un astéroïde de la ceinture principale. Il fut découvert le 23 octobre 1981 à Geisei par Tsutomu Seki. Il présente une orbite caractérisée par un demi-grand axe de 2,23 UA, une excentricité de 0,19 et une inclinaison de 2,9° par rapport à l'écliptique.

## Compléments